# MFK Tatran Liptovský Mikuláš
Der MFK Tatran Liptovský Mikuláš ist ein slowakischer Fußballverein aus Liptovský Mikuláš.

## Geschichte
Der Verein wurde 1934 als Mestský futbalový klub Tatran Liptovský Mikuláš gegründet. Lange Zeit nur unterklassig aktiv, stieg man im Sommer 2008 erstmals in die Zweitklassigkeit auf. Zur Saison 2021/22 folgte dann der Aufstieg in die Fortuna liga, der höchsten nationalen Spielklasse. Doch nach zwei Spielzeiten folgte wieder der Abstieg in die 2. liga. Im Pokalwettbewerb war das zweimalige Erreichen des Viertelfinales der bisher größte Erfolg des Klubs.

## Erfolge
- Slowakischer Zweitligameister: 2021

## Platzierungen seit 2015
| Saisons | Div. | Līga         | Platz | Pokal         |
| ------- | ---- | ------------ | ----- | ------------- |
| 2015/16 | 2.   | 2. Liga      | 4.    | 4. Runde      |
| 2016/17 | 2.   | 2. Liga      | 10.   | Achtelfinale  |
| 2017/18 | 2.   | 2. liga      | 11.   | Viertelfinale |
| 2018/19 | 2.   | 2. liga      | 4.    | Achtelfinale  |
| 2019/20 | 2.   | 2. liga      | 7.    | Achtelfinale  |
| 2020/21 | 2.   | 2. liga      | 1.    | Achtelfinale  |
| 2021/22 | 1.   | Fortuna liga | 8.    | 3. Runde      |
| 2022/23 | 1.   | Fortuna liga | 12.   | Viertelfinale |
| 2023/24 | 2.   | 2. liga      | 8.    |               |
| 2024/25 | 2.   | 2. liga      |       |               |

## Štadión Liptovský Mikuláš
Der Verein trägt seine Heimspiele im 1950 Zuschauer (davon 610 Sitzplätze) fassenden Štadión Liptovský Mikuláš aus.

## Bekannte Spieler
- Tomáš Malec (2012–2013)
- Erik Jendrišek (2022–)